# Una bambolina che fa no, no, no/Ha ha
Una bambolina che fa no, no, no / Ha ha è il terzo singolo su 7" de I Rokketti pubblicato nel 1965 dalla CBS Italiana. Il lato A contiene la versione in lingua italiana del brano yèyè francese La poupée qui fait non di Michel Polnareff, mentre il lato B quella del brano Rhythm and blues americano Don't Ha Ha (Don't You Just Know It) di Huey "Piano" Smith.

## Tracce
Lato A
1. Una bambolina che fa no, no, no (Franck Gérald, Herbert Pagani, Michel Polnareff)

Lato B
1. Ha ha (Gino Ingrosso, Huey "Piano" Smith, John Vincent)